# Vacanze romane/Palestina
Vacanze romane/Palestina è il quattordicesimo singolo dei Matia Bazar, pubblicato nel 1983 dalla Ariston (catalogo AR 00943) ed estratto dall'album Tango (1983).

## Il disco
Raggiunge la prima posizione nella classifica delle vendite dei singoli italiani nel febbraio 1983 e conserva tale piazzamento per i quattro mesi successivi.
È il primo della trilogia dei 45 giri prodotti e arrangiati da Roberto Colombo.

### Vacanze romane
Si classifica quarto alla 18ª edizione del Festival di Sanremo e si aggiudica il Premio della Critica. Il testo, pur essendo di Aldo Stellita, è stato fatto firmare a Giancarlo Golzi per i diritti della SIAE; la musica è composta da Carlo Marrale.

### Palestina
È il brano presente sul lato B del disco. Il testo è di Aldo Stellita, mentre la musica è di Mauro Sabbione.

## Video musicali
Pubblicati e condivisi dallo stesso autore Sabbione tramite YouTube.
- Vacanze romane: promozione alla tv tedesca NRW, su YouTube. URL consultato il 21 marzo 2014.
- Palestina: promozione alla tv italiana, su YouTube. URL consultato il 21 marzo 2014.

## Tracce
Lato A
1. Vacanze romane (Festival di Sanremo 1983) – 4:04 (testo: Giancarlo Golzi – musica: Carlo Marrale)

Lato B
1. Palestina – 4:14 (testo: Aldo Stellita – musica: Mauro Sabbione)

## Formazione
- Antonella Ruggiero – voce solista, cori[8]
- Mauro Sabbione – tastiere
- Carlo Marrale – chitarra[9], sintetizzatore[8], cori[8]
- Aldo Stellita – basso[9], contrabbasso elettrico[8]
- Giancarlo Golzi – percussioni, drum-machine

## Classifiche
| Classifica (1983) | Posizione raggiunta |
| ----------------- | ------------------- |
| Italia            | 1                   |